# Artralgie
Met artralgie (ἄρθρον (gewricht) en ἄλγος (pijn)) worden diverse of algemene gewrichtspijnen bedoeld. In tegenstelling tot artritis is er bij artralgie geen sprake van aantoonbare ontsteking van het gewricht. Het betreft hier geen ziekte maar een symptoom met diverse mogelijke oorzaken. Iemand kan dus in het ene gewricht artralgie hebben en in het andere gewricht artritis. Patiënten met alleen artralgie hebben een verhoogde kans om reumatoïde artritis te ontwikkelen.
Pijn in meerdere gewrichten wordt ook wel poly-artralgie genoemd.

## Oorzaken
Artralgie kan veroorzaakt worden door ziekten of door bepaalde medicijnen.

### Ziekten
- Gewrichtsaandoeningen[2], zoals:
  - Reumatoïde artritis
  - Systemische lupus erythematodes
  - Ziekte van Bechterew
  - Jicht
  - Arthritis psoriatica
  - Artrose
  - Slijmbeursontsteking
  - Myositis
- Darmaandoeningen, zoals
  - Ziekte van Crohn
  - Colitis ulcerosa
- Lymeziekte
- Chikungunya

### Medicijnen[3][4]
- Bepaalde soorten antibiotica, zoals:
  - Tetracyclines
  - Fluorchinolonen
- Retinoïden
- Bepaale soorten anti-kankerbehandeling:
  - Aromataseremmers
  - Taxanen
- Bepaalde vaccinaties:
  - BMR-vaccin
  - Hepatitis B-vaccin
  - BCG-vaccin
- Interferonen
- Koloniestimulerende factoren
- Tricyclische antidepressiva

## Behandeling
Artralgie die wordt veroorzaakt door medicatie verdwijnt op termijn vaak vanzelf.
Behandeling is verder afhankelijk van de onderliggende oorzaak en de ernst van de klachten. Zolang er geen sprake is van gewrichtsontsteking zijn eenvoudige pijnstillers, zoals NSAID's of paracetamol meestal afdoende.